# FAMAS
Le FAMAS (ou FA-MAS, Fusil d'Assaut de la Manufacture de Saint-Étienne), désigné comme « fusil d'assaut de 5,56 mm modèle F1 MAS » dans l’armée française, est un fusil d'assaut français de calibre 5,56 × 45 mm Otan de type bullpup, initialement fabriqué par la Manufacture d'armes de Saint-Étienne.
Commandé et mis en service dans les années 1970 par l'armée française, le FAMAS répondait au désir d'une arme tactique puissante, d'encombrement réduit et qui soit également facile à utiliser et à entretenir. Remplaçant à la fois le fusil FSA MAS 1949-56 en calibre 7,5 mm et le pistolet-mitrailleur MAT 49 en calibre 9 × 19 mm Parabellum, le FAMAS supprimait ainsi la coexistence de deux armes aux calibres différents.
En 2012, une étude préparatoire est lancée visant au remplacement de cette arme dans l'armée française à l'horizon 2017 ; en septembre 2016, le fusil d'assaut allemand HK416 est finalement retenu.

## Historique

### Conception et utilisation
Dans les années 1960 et 1970, la présence croissante du célèbre Kalachnikov AK-47 sur les théâtres d'opérations (Liban, Zaïre, etc.) tend à rendre obsolètes les armes françaises en service à l'époque, issues des guerres de décolonisation des années 1950 : le fusil MAS Mle. 49/56, le pistolet-mitrailleur MAT 49 et le fusil-mitrailleur MAC Mle. 29. En 1978 au Liban, pour se tenir à armes égales avec les forces ennemies, la France a recours aux fusils d’assaut SIG 540 suisses. Plus précisément, il s'agit alors d'une série limitée fabriquée sous licence par Manurhin.
En vue de mettre un terme à ce retard technologique qui devenait de plus en plus inquiétant, le gouvernement français réunit une équipe d'experts et d'ingénieurs pour élaborer en laboratoire une arme moderne. Sa fabrication est laissée aux soins de la Manufacture d'armes de Saint-Étienne. Le projet du FAMAS débute en 1967, sous la direction du général Paul Tellié et de l'ingénieur Alain Coubes. Quatre ans plus tard, le premier prototype est prêt.
Conçu afin d'équiper l'armée française, le FAMAS est présenté pour la première fois en 1973 par le général Lucien Davoult, dernier directeur du projet[réf. souhaitée]. Il est commandé en 1978, et commence à être perçu par les forces françaises à partir de 1979.
La version initiale du FAMAS, nommée F1, est vendue à plus de 400 000 exemplaires en France et dans quelques pays étrangers (Djibouti, Gabon, Sénégal et aux Émirats arabes unis) et est parfois donnée comme cadeau à des pays alliés. Giat Industries produit ensuite[Quand ?] une variante G1 qui sert de transition vers le G2. Cette dernière est conforme à la norme de standardisation STANAG 4719 de l'OTAN. En France, le G2 est en service dans la Marine nationale.
Conçue pour être la plus moderne de son temps, mais d'entretien complexe, cette arme ne fut jamais achetée massivement par aucun autre pays, du fait de son coût élevé (près du double d'un fusil d'assaut américain M16). De plus, l’état-major français avait rejeté au début les demandes d'exportation de cette arme, au profit de la satisfaction rapide des besoins de l'Armée de terre française, les armées occidentales lui préférant à l'époque bien souvent des armes plus courantes d'origine américaine, belge (FN) ou autrichienne (Steyr AUG).[réf. souhaitée]
La production du FAMAS cesse en 1992. Sa maintenance est aujourd'hui assurée par l'usine Nexter Mechanics de Tulle, anciennement Manufacture d'armes de Tulle, où fut produit le pistolet-mitrailleur MAT 49.[réf. souhaitée]

### Le FAMAS au combat
Entre 1980 et 2015, le FAMAS a été utilisé par les militaires français engagés dans divers théâtres d'opération.
- 1984 : Force multinationale de sécurité à Beyrouth (FMSB) au Liban puis Force intérimaire des Nations unies au Liban (FINUL).
- 1983-1984 : opération Manta au Tchad.
- 1986-2014 : opération Épervier (remplacée en 2014 par l'opération Barkhane) au Tchad.
- 1992-1999 : opération Iskoutir à Djibouti.
- 1990 et 1992 : opération Noroît au Rwanda.
- 1992 : Force ONU Sarajevo en Bosnie.
- 1995-1996 : Force de stabilisation (SFOR) et Implementation Force (IFOR) en Bosnie-Herzégovine.
- 1996 : opération Almandin en République centrafricaine.
- 1997 : opération Pélican en République du Congo.
- 2000 : Kosovo Force (KFOR) au Kosovo.
- de 2003 à 2014 : guerre d'Afghanistan.
- 2002, 2004, 2006 et 2010 : opération Licorne en République de Côte d'Ivoire.
- depuis 2013 : opération Serval (puis Barkhane) au Mali.
- depuis 2014 : opération Chammal (en Irak et en Syrie) : participation à la coalition contre l'État islamique.

### Fin d'utilisation dans l'Armée de terre

#### Aléas techniques
Selon un journaliste, « Une enquête technique est actuellement en cours, mais ses résultats ne sont pas encore connus. Selon un officier, le problème viendrait de la composition métallique de l'étui de la munition, dans un alliage (laiton) a priori moins résistant que l'acier des modèles précédents. Les munitions de 5,56 mm sont un standard international (Otan) et peuvent être employées par les armes du même calibre. Or, le fusil d'assaut français FAMAS a ce que les spécialistes appellent une « culasse non calée », ce qui entraine plus de pression sur l'étui de la munition au moment du tir. Trop de pression, parfois, d'où les incidents. »

#### Inconvénients pratiques des munitions en acier
Selon les généraux, « les « munitions du FAMAS étaient particulières », d’abord « fabriquées en France avec un métal de qualité spéciale pour l’étui. » Mais « dès que l’on a dû s’approvisionner à l’étranger avec des munitions standards, on a commencé à avoir des problèmes. » Ce qui ne sera plus le cas avec le HK-416, étant donné que sa « compatibilité sera totale avec les munitions de l’OTAN. » Et d’insister : « N’importe où dans le monde, on pourra prendre de la 5,56 mm et tirer avec ce fusil. » »

#### Prix de revient excessif
Le général Bosser souligne que « « Le FAMAS est un très bon fusil, mais il a 40 ans d’emploi intense et coûte cher à l’entretien. On sous-traite le percuteur, qui représente 380 euros pour 3.000 coups de fusils. Avec 3 percuteurs, on peut acheter un HK-416. Va-t-on continuer à acheter des percuteurs ou acquérir des fusils neufs ? Une autre faiblesse de ce fusil réside dans les chargeurs. Avec six chargeurs FAMAS, on achète un HK-416″ a souligné le CEMAT. »

#### Exploitation au Suriname
En septembre 2023, la France cède gratuitement son stock restant de fusils FAMAS, au Suriname, dans le cadre d'une coopération entre les forces armées de Guyane et du Suriname. Ce stock de 55 m³ vise à moderniser les moyens des militaires de ce pays, étant en grande majorité équipés de fusils d'assaut type Kalachnikov AK-47 et de FN-FAL des années 1950, le FAMAS étant une arme fabriquée à partir des années 1970.

### Transition du FAMAS vers le  HK
En 2012, le général Bertrand Ract-Madoux, Chef d'état-major de l'armée de terre (CEMAT), annonce que l'armée française lance un appel d'offres pour 2013 — suivi d'un choix en 2015 — pour son « Arme individuelle du futur » (AIF), visant à remplacer le FAMAS au sein des unités de l'armée de terre française. Le FAMAS a dû être remplacé car il arrivait en fin de vie et n'était plus produit depuis 1992. De plus, il coûtait assez cher (entre 1 500 et 3 000 € en fonction des versions), chacun de ses chargeurs coûtait 190 € et le percuteur devait également être changé tous les 3 000 tirs pour +/- 380 €.
L'avis d'appel d'offres prévoit à l'origine 90 000 fusils à acquérir au profit de l'armée de terre, la Marine nationale et l'armée de l'air ; la moitié avec un canon long pour les unités standard et l'autre moitié avec un canon court pour les Forces spéciales (le HK 416 calibre 5,56 × 45 mm Otan étant choisi déjà par le GIGN pour devenir la nouvelle arme longue standard). Trois à cinq candidats seront sélectionnés pour la compétition.

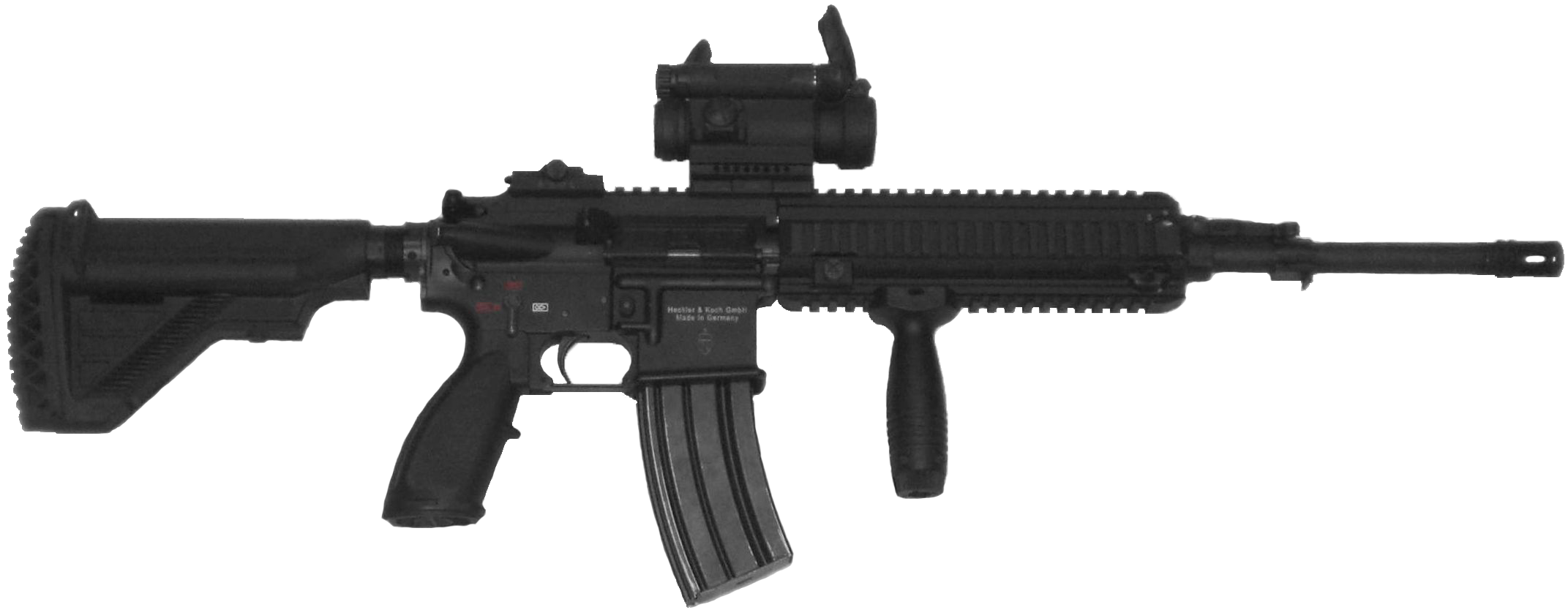
Le HK416 allemand, successeur du FAMAS.

Les fusils candidats sont le HK416A5 de Heckler & Koch ; le SCAR-L de FN Herstal ; le VHS et VHS K-2 de HS Produkt ; le SIG-516 MCX (en) de Sig Sauer et le ARX 160A1 de Beretta,.
Le fabricant d'armes français Verney-Carron souhaite participer à l’appel d’offres. Il n'est pas retenu car, pour garantir la pérennité de ce nouvel équipement, le ministère de la Défense demande notamment aux candidats d’avoir un chiffre d’affaires d’au moins 80 millions d’euros, alors que Verney-Carron réalise autour de 12 millions d’euros. Thales, qui avait développé le fusil F90, ne souhaita pas participer à cet appel d'offres, en raison des contraintes techniques exigées par la Direction générale de l'Armement (DGA).
Le successeur du FAMAS est dévoilé en septembre 2016 : il s'agit du HK416 qui équipe déjà plusieurs corps de Police, Gendarmerie (GIGN) et certaines unités d’élites de l'Armée française (Commandos marine et Forces spéciales terrestres notamment),,,.
La DGA indique par la suite que « les livraisons sont prévues dès 2017 et s'échelonneront sur une dizaine d'années ». Le coût du programme de remplacement est estimé à quelque 300 millions d'euros, pour une livraison de plus de 100 000 armes, accessoires et munitions.
Le 19 octobre 2016, lors de son audition par la commission des affaires étrangères, de la défense et des forces armées du Sénat, le général Jean-Pierre Bosser, Chef d'état-major de l'armée de terre, estime que « les obsolescences du FAMAS nous coûtent cher, même s'il reste un très bon fusil, probablement un des meilleurs au monde en termes de précision » et qu'« il ne faut pas accorder trop d'importance au fusil en tant que marque de souveraineté ».

## Description
|  |  |

| 1 : Partie plate = talon de crosse / Partie anguleuse = bec de crosse 2 : Crosse amovible 3 : Appuie-joue mobile (permet de passer d'une arme pour droitier à une arme pour gaucher) 4 : Ensemble mobile. Fenêtre d'éjection des étuis selon le montage de l'extracteur (ici à droite) 5 : Goupilles à démontage rapide 6 : Branche de bipied 7 : Poignée garde-main (PGM) 8 : Levier d'armement 9 : Alidade de visée pour les tirs de grenade (on lui attribue plusieurs noms : alidade de tir courbe, alidade de tir vertical). | 10 : Bague d'enfoncement de grenade 11 : Manchon cache-flamme 12 : Canon 13 : sélecteur de tir à 3 positions : tir au coup par coup / rafale / sûreté (voir 18 pour la sélection du type de rafale) 14 : Queue de détente 15 : Crochet du chargeur 16 : Chargeur (ici, un chargeur PCL, « pour cartouches de lancements », appelé aussi « chargeur feuillette »). 17 : Numéro de série de l'arme 18 : Boîtier de mécanisme limiteur de rafale (2 positions : rafale 3 coups / automatique (illimité)) |

Le FAMAS coûte environ 1 500 € en version F1 et 3 000 € en version G2[réf. souhaitée].
Son architecture bullpup explique sa compacité malgré une longueur de canon (488 mm) lui assurant puissance et précision. La position très reculée de la culasse d'un fusil bullpup place l'éjection des étuis à la hauteur de la joue du tireur, ce qui impose de l'épauler toujours du même côté. Le FAMAS peut être utilisé aussi bien par les gauchers que par les droitiers en changeant le sens d'éjection des étuis vides ; cela implique un démontage de l'arme afin d'inverser l'obturateur et l’extracteur se situant de part et d'autre de la tête amovible dans la culasse, puis une inversion de l'appui-joue pour ouvrir la fenêtre d'éjection se trouvant du côté de l'extracteur.

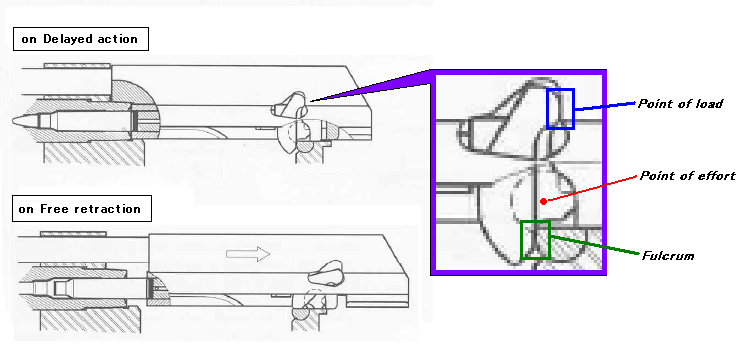
Schéma du système de tir par retour de gaz du FAMAS.

Dans le jargon militaire, l'ensemble « tête amovible + éjecteur + extracteur + obturateur » est surnommé la « tête de Mickey » car, vu de face, il évoque les trois cercles (tête et oreilles) permettant de dessiner la tête de Mickey Mouse. Le sélecteur de tir rafale/coup par coup est situé dans l'arcade de pontet, devant la queue de détente, donc accessible par les droitiers comme par les gauchers et le limiteur de rafale se situe sous la crosse sur le boîtier de mécanisme. La sécurité de l'arme est assurée par le boîtier de mécanisme sur le F1.[réf. souhaitée]
Le FAMAS fonctionne avec une culasse à amplificateur d'inertie à levier qui retarde son ouverture (du même type que l'AA 52 ou AA F1). Le recul de la munition au moment du tir entraîne la culasse, qui entraîne elle-même le levier amplificateur, qui par réaction des deux bras inférieurs sur l'appui porté par la boîte de culasse, refoule la pièce de manœuvre avec une vitesse accrue dans le rapport d'amplification. Le levier effectue une rotation de 45° , pendant cette rotation le percuteur se retire, l'extracteur extrait l'étui vide. Et après la rotation complète du levier, l'ensemble mobile recule à la même vitesse et comprime l'amortisseur en fin de course. En revenant vers l'avant la culasse chambre une nouvelle cartouche dans le canon et la griffe de l'extracteur s'engage dans la gorge de l'étui. Et la pièce de manœuvre se remet en batterie en ramenant le levier amplificateur en position verticale. L'arme est alors prête pour un nouveau cycle.
En raison de son aspect (faible longueur et poignée garde-main) et surtout des photos de profil du dossier de presse, il fut surnommé « le clairon » par les premiers journalistes à qui il avait été présenté et certains militaires français, bien que cette appellation non réglementaire soit tombée en désuétude puisque cette comparaison ne vient à l'esprit de personne le prenant correctement en mains.

### Modes de tir
L'instruction technique du tir au FAMAS est effectuée avec le Simulateur d'Instruction Technique du Tir aux Armes Légères d'infanterie (SITTAL ; SITTAL NG depuis 2004 et SITTAL NG2 depuis 2014),.
Le mécanisme du FAMAS assure deux modes de tir : semi-automatique et rafale. Le limiteur de rafale, situé derrière le puits de chargeur, permet d'opter entre des rafales libres ou limitées à trois coups. La cadence de tir théorique, élevée pour un fusil d'assaut, est d'environ 1 000 coups par minute en mode rafale illimitée.

FAMAS en configuration de tir de grenade, avec la grenade à fusil APAV 40.

L'alidade de tir courbe du FAMAS est conçue pour employer les grenades à fusil à une portée de 120 à 340 m (par incréments de 20 m) en tir courbe à 45° (tir antipersonnel) ou 60 à 170 m (par incréments de 10 m) à 74°. Le tir avec une alidade de 74° n'est théoriquement pas utilisé en entraînement. Malgré la suppression de l'alidade de tir tendu, ce dernier reste possible grâce à un dispositif amovible livré avec les grenades. La poignée garde-main du FAMAS F1 est échangée sur le G2 contre une version équipée d'un rail dit OTAN pour recevoir de nombreux types de lunettes de visée de tir (avec ou sans amplification de lumière). La lunette OB 50 A ou B (terre, air) est directement montée sur la poignée garde-main renforcée.

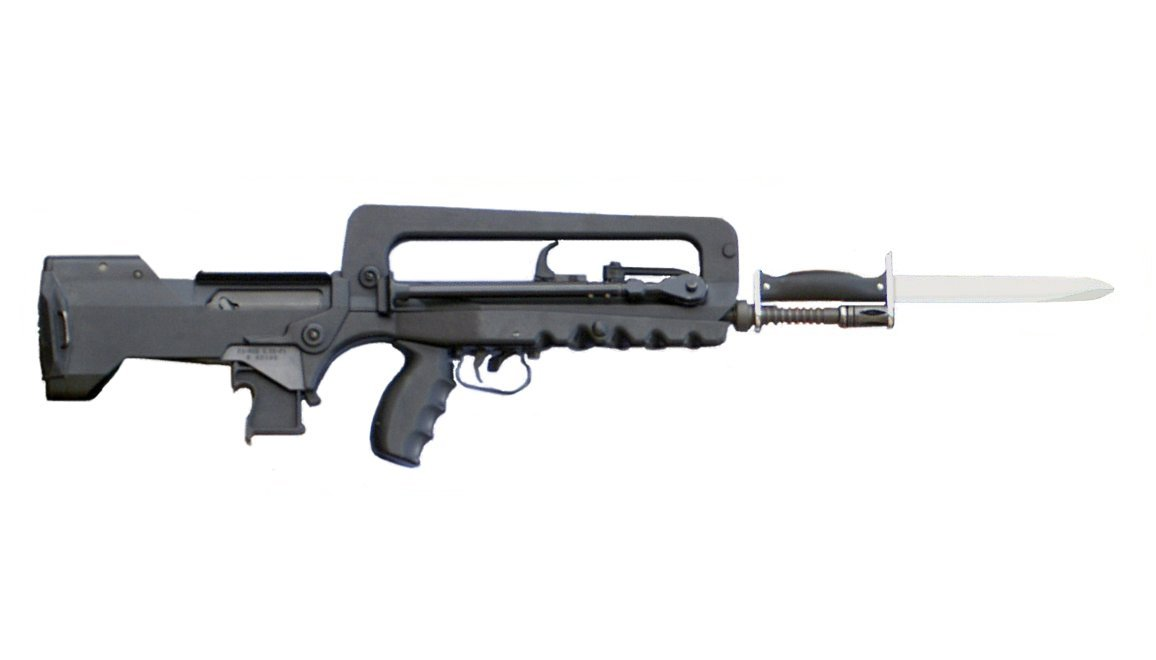
FAMAS F1, équipé du chargeur PCL et de sa baïonnette.

Concernant la visée pour le tir de nuit, le fusil était doté à l'origine d'un coulisseau, avec une pastille fluorescente monté sur le support guidon et de deux autres pastilles sur le support de l'alidade de tir tendu, lui-même installé sur la poignée garde-main. De nuit, aligner correctement ces trois pastilles permettait de prendre une visée approximative, à corriger grâce aux cartouches à balle traçante. Ces pastilles fluorescentes ont été jugées dangereuses pour la santé de l'utilisateur et retirées avant le début de l'année 2010, d'où notamment la suppression de l'alidade de tir tendu qui comportait sur son support deux des trois pastilles.[réf. souhaitée]

### Munitions et équipement

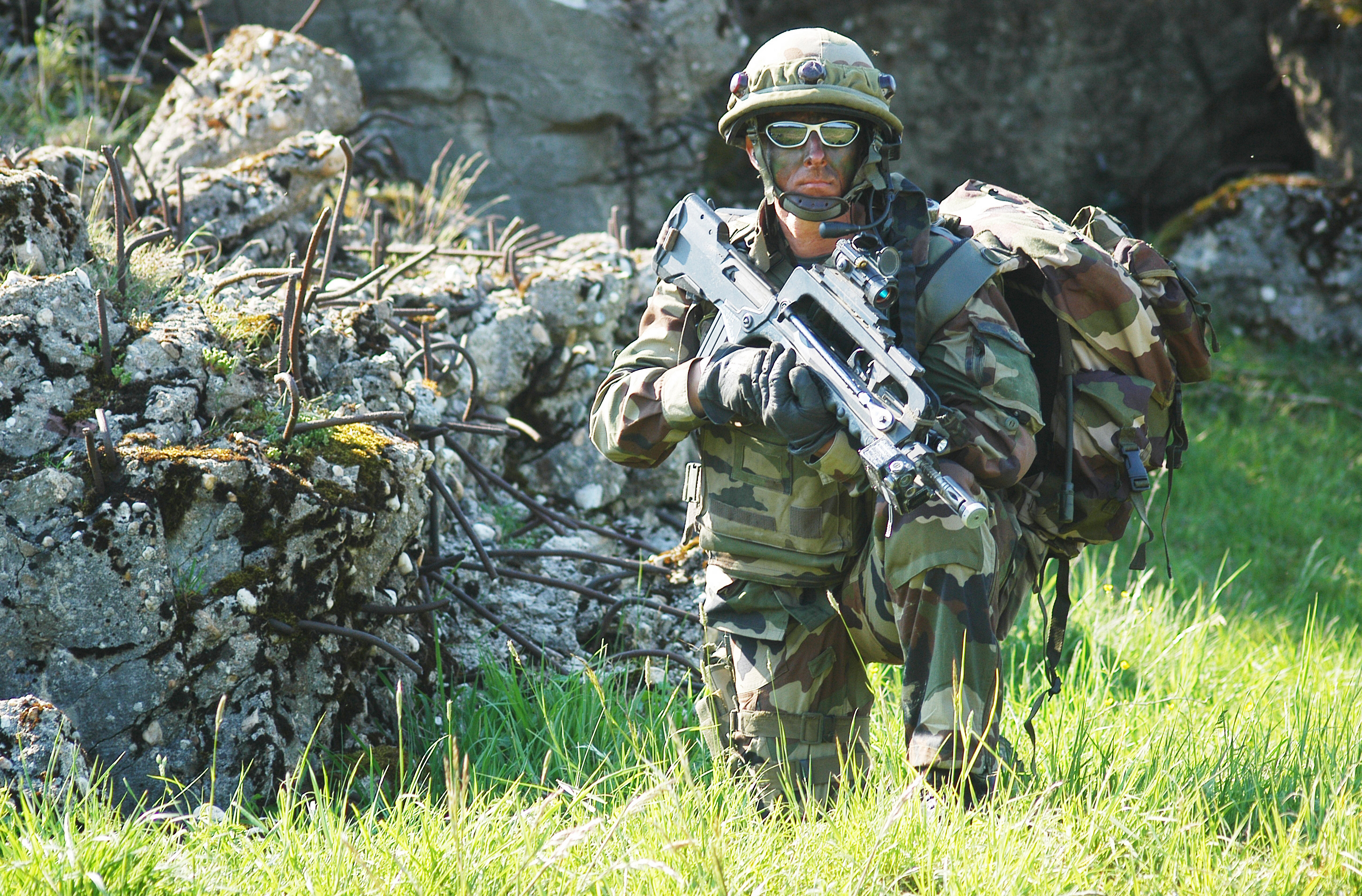
Soldat français armé d'un FAMAS équipé d'un viseur point rouge de type Aimpoint AB et d'un bouchon de tir à blanc (BTB), et portant du matériel d’entrainement laser lors d'un entrainement au Joint Multinational Readiness Center (JMRC) à Hohenfels, Allemagne, le 14 mai 2008.

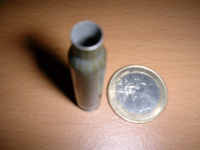
Étui de la munition du FAMAS F1.

Le FAMAS est chambré en 5,56 mm OTAN. Les versions F1 et G1 possèdent un chargeur propriétaire de 25 cartouches, tandis que la version G2 à 30 cartouches est compatible avec la norme OTAN STANAG. Le coût unitaire d'une cartouche, selon les fabricants retenus pour l'approvisionnement, est de 0,20 € à 0,25 €. La production de munitions légères par l'industrie française de l'armement s'est arrêté en 1999 à la suite de la fermeture de l’établissement du Mans de GIAT Industries, les forces armées françaises importent depuis celles-ci.
Pour l'entraînement avec munitions à blanc, un bouchon de tir à blanc (BTB) peut être vissé au bout du canon. Il permet le réarmement de l'arme en freinant les gaz de combustion. Lors d'un tir à munitions avec balles, si le BTB est monté, le BTB et le manchon cache-flamme cassent. L'espérance de vie minimale théorique du canon est de 30 000 cartouches tirées.[réf. souhaitée]
Le FAMAS est aussi capable de tirer des grenades mixtes antipersonnel/antivéhicules (APAV 40 notamment) ou antichars (comme l'AC58) au moyen de cartouches spéciales. Les grenades à fusil empennées de l'Armée Française ont été traditionnellement plus lourdes et plus efficaces que d'autres modèles étrangers (550 g et 64 m/s pour une AC 58 mm), mais elles provoquent un recul important et des contraintes très dures pour les armes. Le FAMAS a donc été conçu d'emblée pour tirer ces grenades empennées antichar ou mixtes antipersonnel/antivéhicules grâce à son cache-flamme de 22 mm et des alidades intégrées à l'arme. Les grenades d'anciennes générations (AP/AV 40 mm Mle F1, avec fusée Mle 56, d'entrainement FUM, etc.) s'utilisent avec des cartouches propulsives sans balle selon brevet Feuillette. Les grenades plus récentes sont équipées d'un piège à balle (grenades modèles AC58 mm PAB F1 et F2, modèle AP/AV PAB 40 mm F2) et elles se tirent avec une cartouche à balle ordinaire. On peut aussi adjoindre au FAMAS un lance-grenade (M203 américain), qui se place sous le canon, ou une baïonnette.[réf. souhaitée]
L'arme possède un bipied pour le tir couché. Sa version équipée d'une Poignée Garde-Main Polyvalente (PGMP) permet de monter une lunette Scrome J4, un viseur clair (point rouge) Aimpoint ou encore un dispositif d'aide à la visée de nuit « Pirat ».[réf. souhaitée]
Le pontet peut être tourné à 180° en position "arctique", pour permettre le tir avec des gants par temps froid ou en ambiance NBC.
Le FAMAS, bien qu'étant une arme réputée, a plusieurs défauts de conception : son tir ne peut pas stabiliser précisément les balles modernes et son fonctionnement par retour de gaz (blowback (en)) est si fort qu'il peut déchirer les étuis en laiton des munitions 5,56 × 45 mm OTAN standards. Cela a forcé l'armée française à utiliser depuis 1999 des munitions en acier tubé non standard,.

FAMAS sur bipieds.
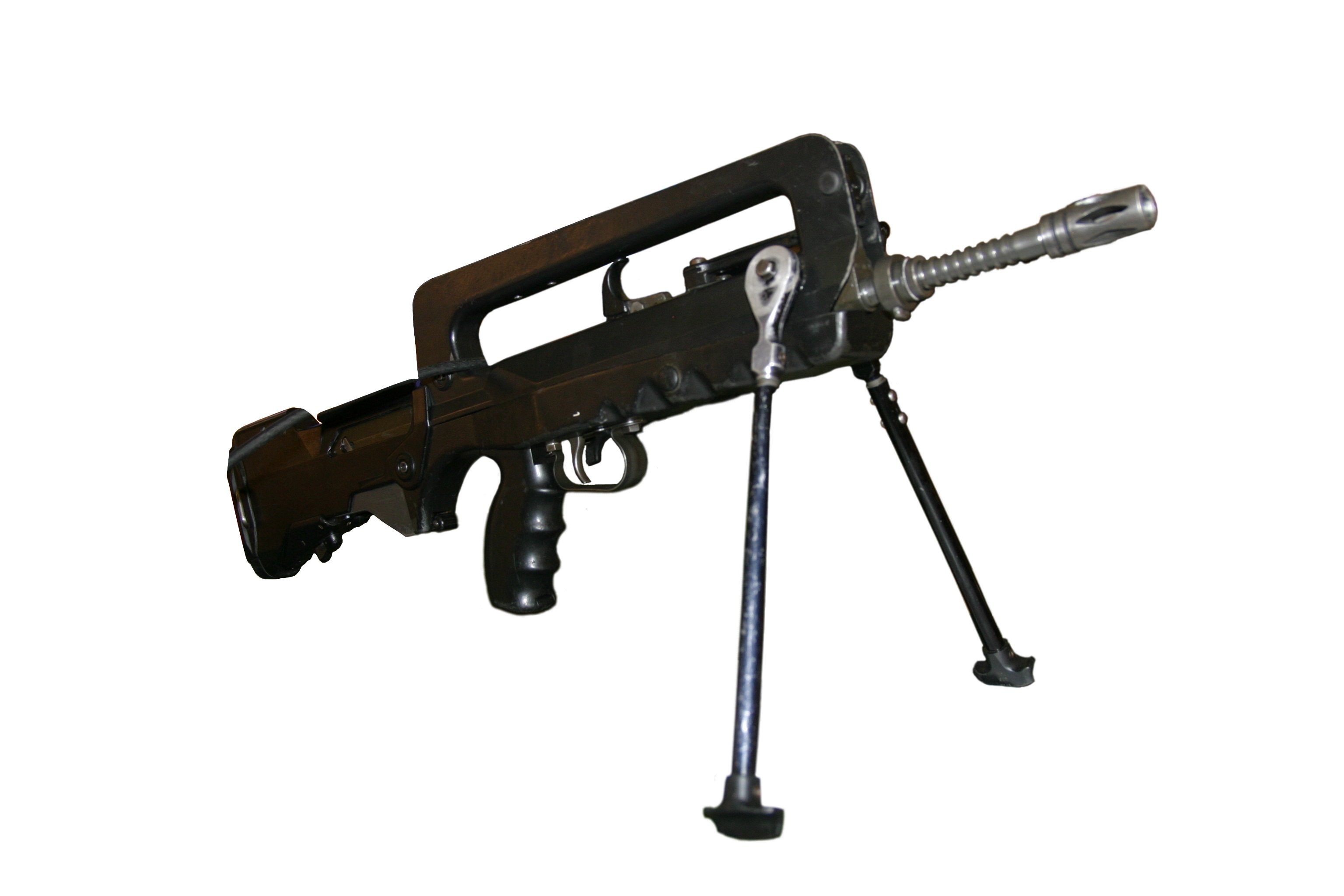
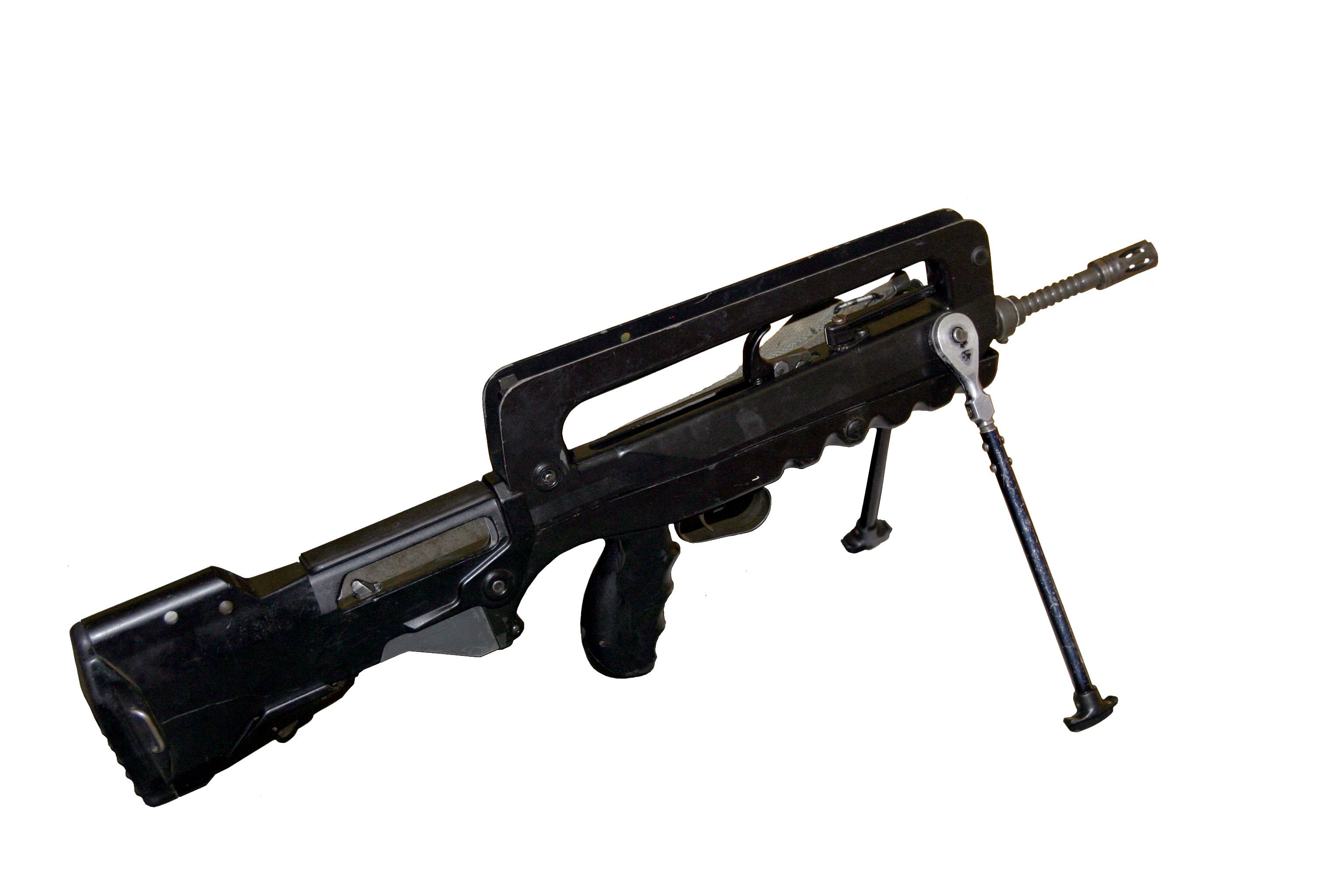

## Variantes

Fanion des commandos marine sur un FAMAS G2.

Une copie du FAMAS a été produite en 22LR par la société UNIQUE : il s'agit d'une carabine X51 bis carénée dans une crosse en matière plastique comportant une tringle de renvoi de la détente vers la détente originelle, toujours en place. Cette copie n'a jamais été règlementaire dans l'armée française.[réf. souhaitée]
La MAS a également travaillé et proposé une version à plombs de 4,5 mm (cal .177) à air comprimé. Le projet était de proposer une arme d'entrainement et de familiarisation aux armées possédant le FAMAS. L’armée de Terre française ne l'a pas adoptée. Cependant, l'Armée de l'air l'a utilisée en 1994 pour la formation au tir des nouveaux engagés à Nîmes puis à Rochefort.[réf. souhaitée]

### FAMAS F1
Première version, mise en service à partir de 1978.[réf. souhaitée]

### FAMAS civil
Afin de pouvoir être vendu sur le marché français, le canon du MAS 222 est allongé à 570 mm et est chambré en .222 Remington. Il tire en semi-automatique et la bague pour fixer les grenades a été supprimée. Il n'est plus produit depuis 1992.

### FAMAS commando
Le canon du FAMAS commando a été raccourci à 405 mm afin de l'adapter aux usages des forces spéciales. La possibilité de lancer des grenades a aussi été supprimée. Cette variante n'a pas été produite en grande quantité.[réf. souhaitée]

### FAMAS export
Conçu pour les tirs extérieurs, le FAMAS Export peut seulement tirer en semi-automatique et n'est pas capable de lancer des grenades. Il est chambré en .223 Remington.[réf. souhaitée]

### FAMAS G1
Dérivé du F1, le FAMAS G1 était une version de transition entre le F1 et le G2 et fut le premier modèle produit par GIAT industrie. Il utilisait toujours le chargeur de 25 coups du F1 mais il possédait une poignée similaire au G2 pour l'utilisation avec des gants.[réf. souhaitée]

### FAMAS G2

Comparatif des versions F1 et G2 du FAMAS.

Le FAMAS G2 est identique au F1 d'un point de vue mécanique. Les rayures du canon sont de dimensions différentes (pas de 1/9 contre 1/12 pour le F1) et le G2 peut ainsi tirer indifféremment les munitions de type M193 ou SS109. Extérieurement, cette version se distingue par la suppression de l'arcade de pontet, remplacée par une large garde partant de la base de la poignée et qui finit à la moitié du fût, un puits de chargeur redessiné pour les chargeurs courbes de 30 cartouches aux normes STANAG.
La fibre de verre utilisée pour la poignée garde-main et le fût est remplacée par des polymères, le reste de l'arme est réalisé en acier. La suppression de l'arcade de pontet, mobile sur le F1, a été apportée pour permettre l'usage du FAMAS en milieu arctique (avec des gants). Le FAMAS G2 a été développé vers 1994 pour être conforme aux normes de l'OTAN. Le verrou de chargeur devient un bouton latéral sur le côté droit, en remplacement du levier central devant le chargeur. Plusieurs autres améliorations ont été prises à partir du modèle G1, tels que le pontet élargi et protège-mains amélioré fait de fibre de verre, plutôt que de plastique comme sur les F1.[réf. souhaitée]
La marine française a acheté 10 000 FAMAS G2en 1995, et a commencé à le distribuer aux marins commandos marine et aux fusiliers, mais l'armée de terre n'a jamais acheté cette arme et le FAMAS F1 reste son principal fusil d'assaut.[réf. souhaitée]

### FAMAS FÉLIN

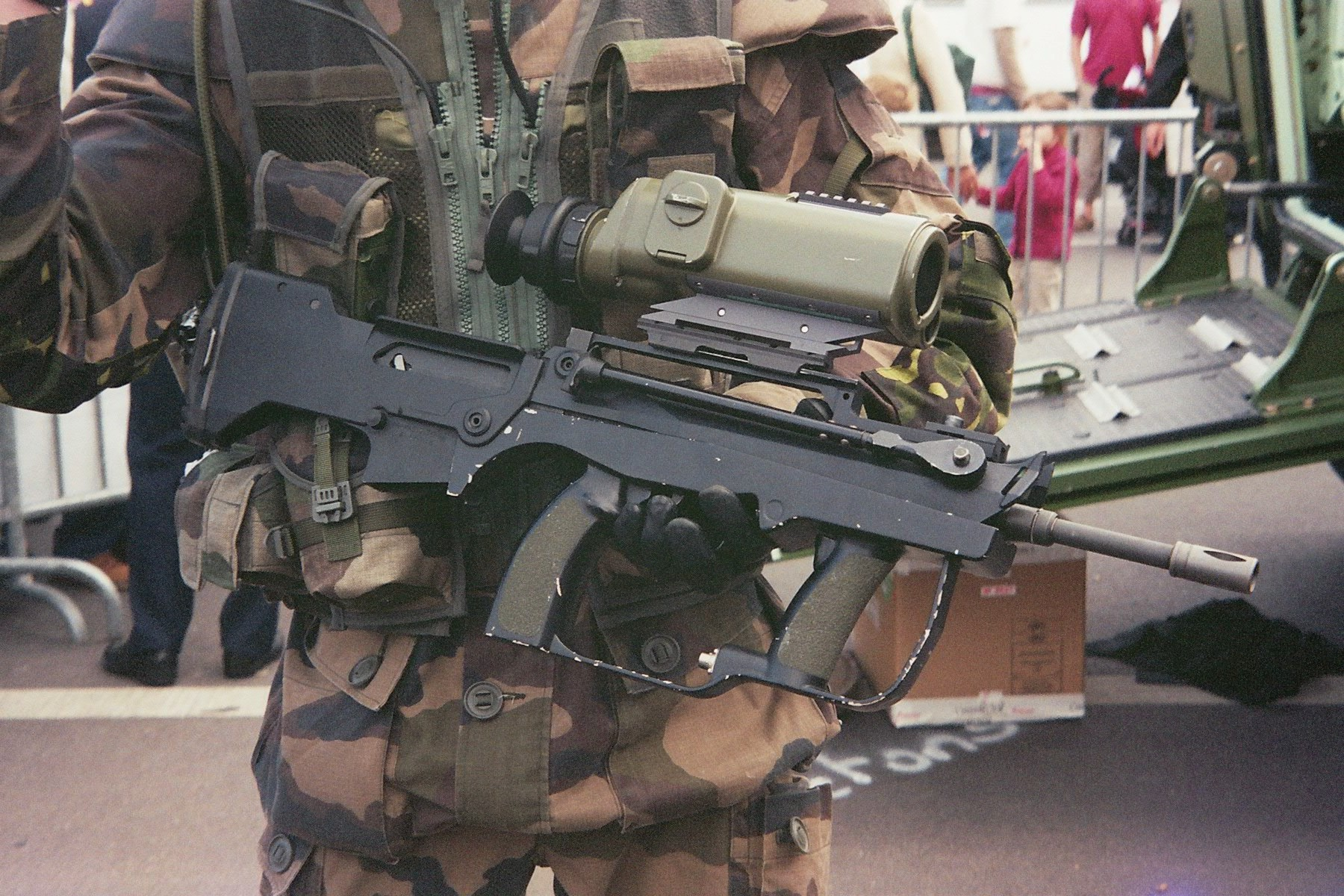
Prototype du FAMAS Félin.

Le FAMAS FÉLIN a été mis au point à partir du G2 dans le cadre du programme Fantassin à équipements et liaisons intégrés (FÉLIN).
Il comprend une lunette optronique fonctionnant en voie thermique permettant le tir de nuit et de jour. Le fantassin pourra par exemple, grâce au système de visée déportée, traiter des objectifs sans s'exposer aux tirs ennemis, en restant à l'abri alors qu'il observe ou surveille la zone ou effectue une visée. Afin de faciliter la manipulation de l'arme, celle-ci est dotée d'une seconde poignée verticale à l'avant et d'un carénage entre les deux poignées. Cette poignée intègre un « pad » de commande, permettant de piloter toutes les fonctions de la lunette, mais également l'émission du poste radio porté par le fantassin.[réf. souhaitée]
L'arme présente une silhouette surbaissée, permettant de maintenir une ligne de visée la plus proche possible de l'axe du canon ; celui-ci, par rapport à la version F1, a été remplacé par un canon de marque Beretta au pas de 7 pouces compatible avec les munitions SS109 OTAN ou F5.[réf. souhaitée]
Les modifications apportées grâce aux optiques du Félin et du canon sont une portée de 600 mètres jour/nuit pour l'optique dit « FIL ». En mode nuit vision thermique. Détection 900 mètres, reconnaissance 700 mètres, identification 600 mètres et juste une portée de 600 mètres de jour et 280 mètres de nuit pour l'optique dit « FIL » (fonctionnant en Intensification de lumière).[réf. souhaitée]
Sur le rail Picatinny peut être mis en place un viseur clair EOTECH, autorisant une visée reflex permettant de faire but immédiatement à 300 m, voire à 400 mètres moyennant une légère contre visée. L'EOTECH présente 15 niveaux d'intensité d'éclairage du red dot en mode diurne et 10 niveaux de réglage en mode nocturne (uniquement visible dans les jumelles de vision nocturne).[réf. souhaitée]

### FAMAS valorisé
Il s'agit d'un FAMAS F1 dont la PGM a été remplacée par la nouvelle version destinée au FAMAS Félin, rabaissée et équipée d'origine de 2 rails Picatinny. En outre, l'articulation du bipied a été reculée d'une dizaine de centimètres et chaque pied est désormais courbé en 2 points vers l'avant, afin qu'en position repliée, ils ne gênent pas l'éjection des étuis vides (ils sont ainsi déportés vers le bas). La confusion est souvent faite entre le FAMAS valorisé et le modèle Félin, bien que les deux soient facilement identifiables : le Félin possède une poignée avant équipée de commandes électroniques, alors que le valorisé possède un fût classique de F1.

### Prototypes

#### FAMAS Commando
Ces prototypes, basés sur le FAMAS G2 qui leur permet l'usage de chargeurs au standard OTAN STANAG ainsi que les munitions associées, sont équipés d'un canon court, de 280 mm (11,25 pouces). Ils se distinguent également par l’absence de bipied ainsi que par une culasse plus légère pour compenser la perte d'énergie due au canon plus court.
deux prototypes existent :
- une version équipée d'une poignée verticale intégrée.
- une version équipée d'un garde-main.

#### FAMAS viseur clair
Remplacement de la poignée par un viseur clair, ayant une utilisation similaire à un viseur point-rouge bien qu'étant plus ancien et bien moins compact.

#### FAMAS F1 Sniper
FAMAS dont la poignée a été remplacée par système permettant le montage d'une optique de précision. Ce système permet une diminution de l'effet de la parallaxe.

#### FAMAS G2 Sniper
Comme le F1 Sniper, ce prototype permet le montage d'optique. il se distingue également par l'utilisation d'un canon plus long.

## Utilisateurs

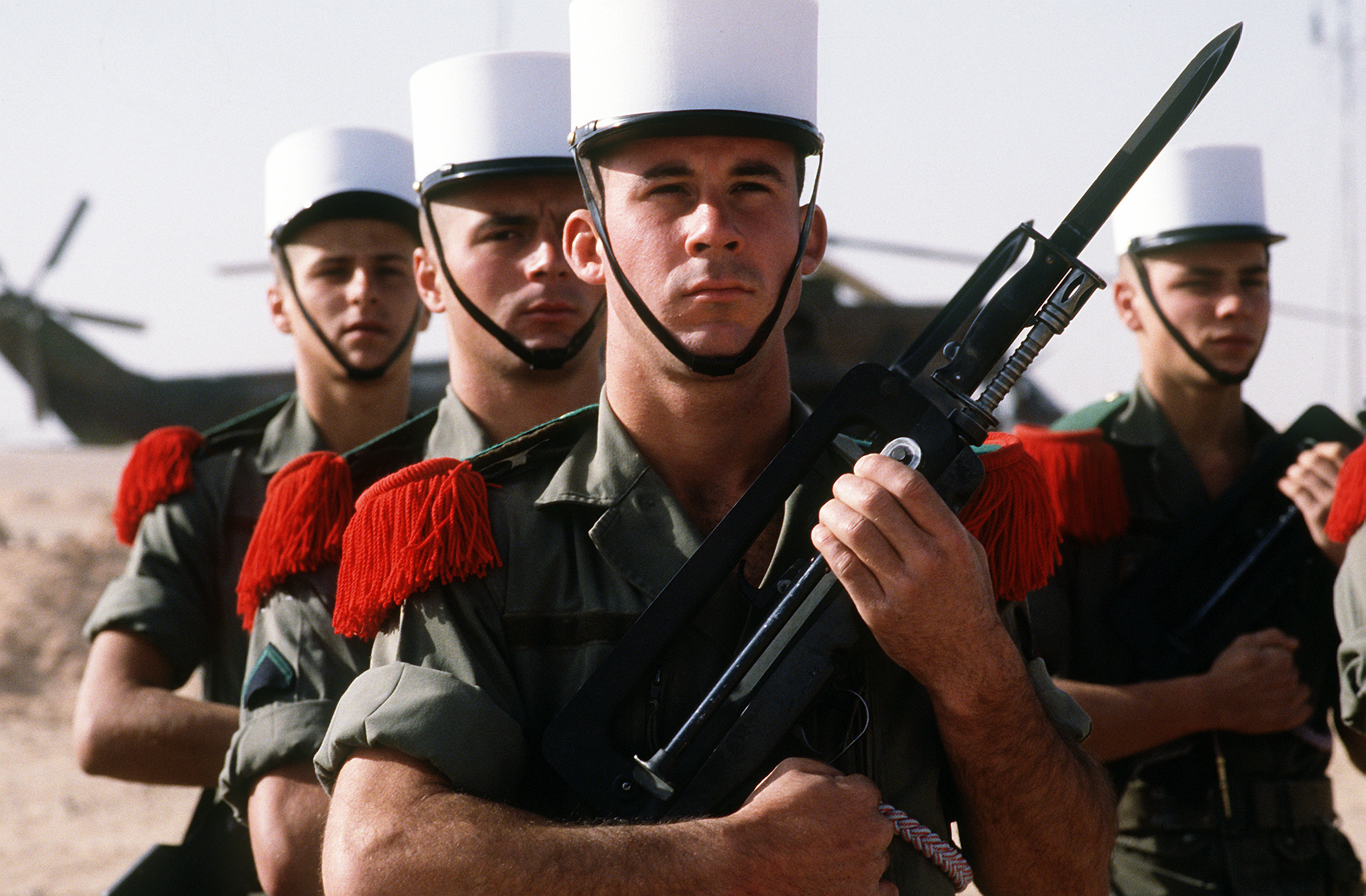
Soldats du 6e REG de la Légion étrangère française armés de FAMAS (1992).

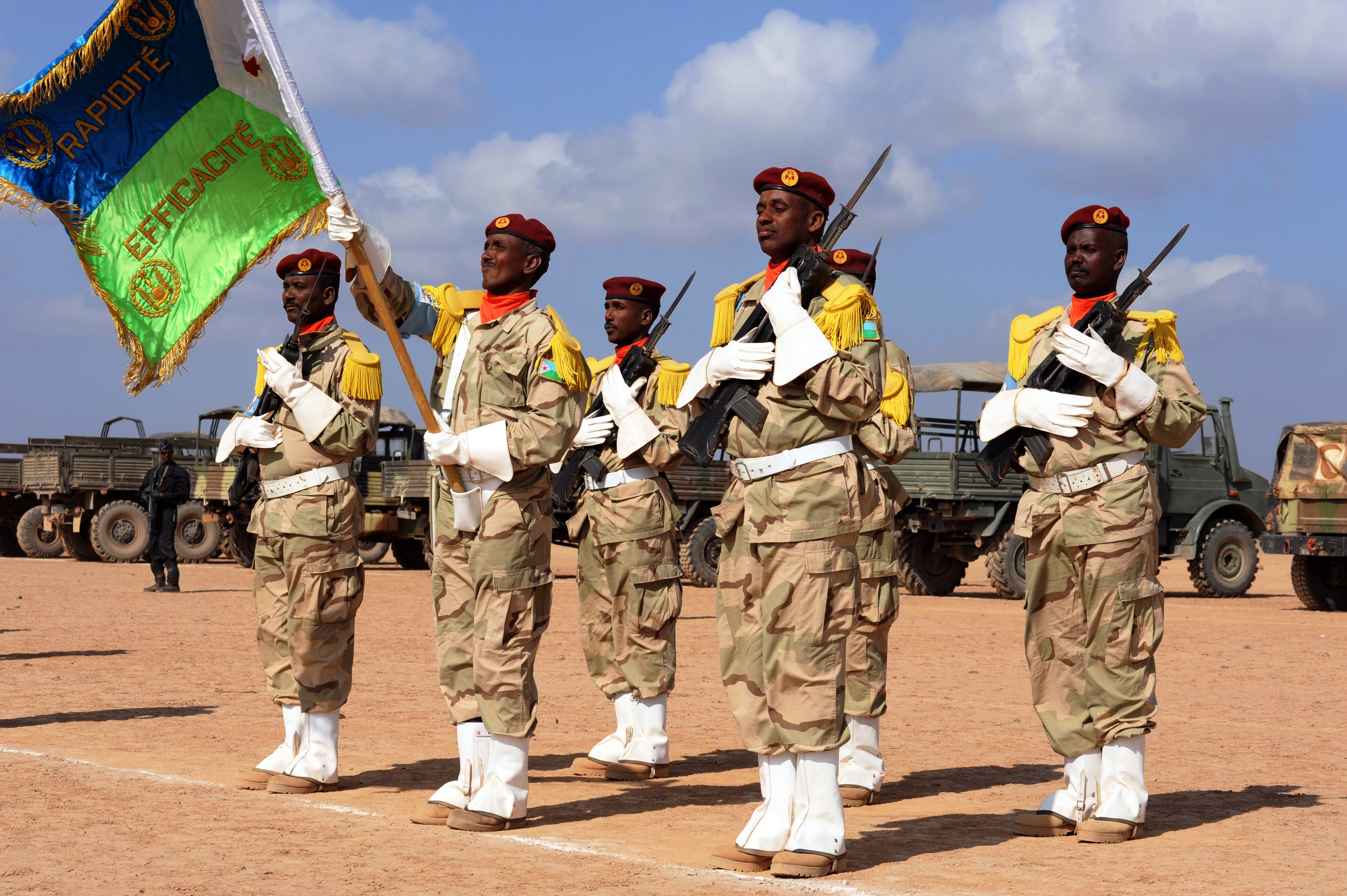
Soldats djiboutiens armés de FAMAS (2009).

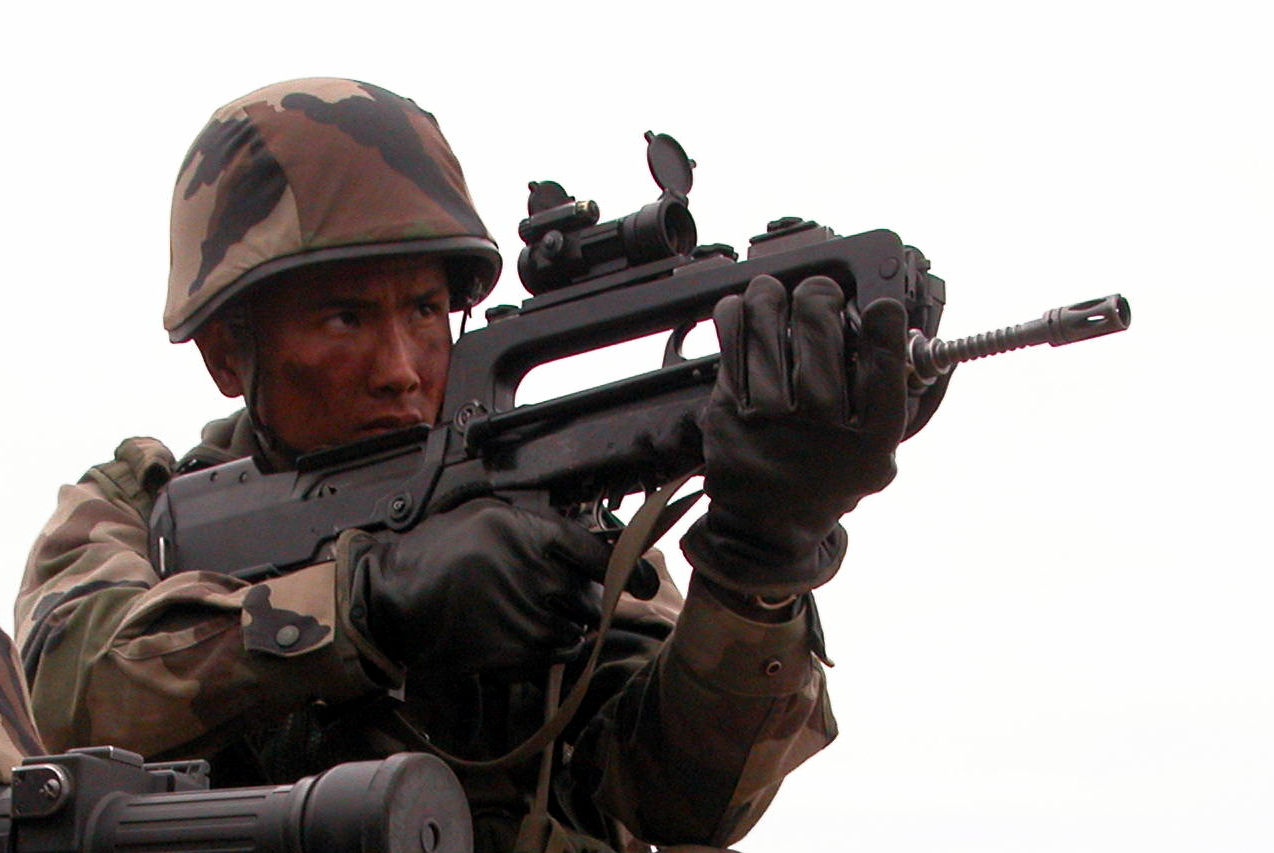
Soldat du 2e régiment étranger d'infanterie épaulant un FAMAS F1 (2012).

Soldats camerounais à l'entraînement avec un FAMAS F1 (2014).

- Argentine : utilisé par quelques unités de plongeurs amphibies et tactiques de la marine argentine[Note 2].
- Cameroun : Forces armées camerounaises[40].
- Canada : le FAMAS est utilisé par certaines unités de l'armée canadienne, principalement dans la deuxième division[réf. nécessaire].
- République centrafricaine : Forces armées centrafricaines[41].
- Djibouti : Forces armées djiboutiennes[42].
- Émirats arabes unis : Forces armées émiriennes[43].
- France : principal utilisateur du FAMAS. Utilisé dans les Forces armées françaises depuis 1979, avec plus de 700 000 fusils achetés et livrés[44]. En 2016, l'armée choisit, comme remplaçant du FAMAS, le fusil d'assaut allemand HK416 qu'elle perçoit à partir de 2017.

Également utilisé par plusieurs organismes de maintien de l'ordre français, notamment des unités de la gendarmerie nationale (GIGN).
- Gabon[45] : Armée de terre gabonaise
- Indonésie : utilisé par le groupe de plongeurs tactiques Komando Pasukan Katak (en) (KOPASKA) et le groupe de forces spéciales Komando Pasukan Khusus (Kopassus)[46].
- Liban : Forces armées libanaises[42].
- Papouasie-Nouvelle-Guinée[47],[48].
- Philippines : utilisé par la police nationale des Philippines et la Special Action Force (en).
- Sénégal[45] : utilisé par l'armée de terre, mais moins répandu que le M16.
- Serbie : utilisé par les unités de forces spéciales de la police Protiv Teroristička Jedinica (PTJ), et anciennement par le Jedinica za specijalne operacije (en) (JSO).
- Suriname : don de 300 fusils et d'un million de cartouches par la France le 14 septembre 2023[49].
- Tchad : 1er régiment de garde du palais présidentiel  (1er RIGPP)[50]
- Tunisie : utilisé par le Groupe d'intervention et de protection (GIP) de la garde présidentielle.
- Vanuatu : Vanuatu Mobile Forces (en)[51].
- Venezuela : présent en très petite quantité, le FAMAS F1 est l'un des fusils d'assauts en dotation dans l'infanterie vénézuélienne[52].
- Ukraine :  Ukraine : dans le rapport d'information no 1840 de l'Assemblée nationale du 8 novembre 2023, la République française reconnaît avoir livré des FAMAS sans en communiquer le nombre et la version[53]. Mille sont annoncés livrés fin 2023 dans un document publié le 3 mars 2024[54]

### Autres
- Des FAMAS ont été utilisés par des groupes armés à travers le monde. Lors de la prise d'otages d'Ouvéa, des FAMAS ont été volés par des membres du Front de libération nationale kanak et socialiste[55].
- Selon le Small Arms Survey (en), un petit nombre de FAMAS étaient aux mains d'insurgés irakiens pendant la guerre d'Irak en 2004[56].
- Des FAMAS auraient été fournis aux Forces républicaines de Côte d'Ivoire[57] en 2011[58], mais cette affirmation a été remise en cause[59].
- D'autres FAMAS ont été repérés en petits nombres durant la guerre civile syrienne (depuis 2011), aux mains de différents groupes armés (milices loyalistes, rebelles islamistes, État islamique, Kurdes, etc.). Ces faits ont donné lieu en France à des thèses complotistes quant à leurs provenances. Pour des motifs idéologiques, les réseaux nationalistes pro-russes et pro-Damas (Égalité et Réconciliation, Thierry Meyssan, Novorossia, et d'autres activistes sur Twitter) ont été particulièrement actifs dans la désinformation relative aux FAMAS[60].
- En 2015, un Palestinien a été filmé avec un FAMAS lors d'affrontements avec l'armée israélienne[60].

## Dans la culture populaire

### Littérature
Dans le roman Langelot chez le Présidentissime de Lieutenant X (Vladimir Volkoff), le FAMAS apparaît sous le nom de « Clairon ».

### Jeux vidéo
Le FAMAS apparaît dans de nombreux jeux vidéo.
- APB: Reloaded (« FFA 5.56 »)
- ARMA : Queen's Gambit
- série Army of Two :
  - Army of Two (« Félin-2C »)
  - Army of Two : Le 40e jour (« Félin-2C »)
- série Battlefield :
  - Battlefield 2: Euro Force
  - Battlefield Play4Free
  - Battlefield 3
  - Battlefield 4
  - Battlefield Hardline
- Brink
- série Call of Duty :
  - Call of Duty: Modern Warfare 2
  - Call of Duty: Black Ops
  - Call of Duty: Black Ops III (« FFAR »)
  - Call of Duty: Modern Warfare (« FR 5.56 »)
  - Call of Duty: Black Ops Cold War (« FFAR »)
- série Code d'Honneur[61] :
  - Code d'Honneur : Légion Étrangère
  - Code d'Honneur 2
  - Code d'Honneur 3 : Mesures d'Urgence
- Combat Arms
- série Counter Strike :
  - Counter-Strike
  - Counter-Strike: Source
  - Counter-Strike: Global Offensive
  - Counter-Strike 2
- DayZ (« LE-MAS »)
- série Far Cry :
  - Far Cry 3
  - Far Cry 4 (« F1 »)
- Fortnite[62]
- Grand Theft Auto V (« Fusil d'assaut Bullpup Mk II »)[63]
- Hot Dogs, Horseshoes & Hand Grenades
- Insurgency: Sandstorm
- Jagged Alliance 2
- Metal Gear Solid (fusil des soldats génomes)
- Onimusha 3 (arme de départ, principale de Michelle)
- Payday 2 (« Clairon », dans le Gage Assault Pack)
- Phantom Forces[64]
- PUBG: Battlegrounds
- Pursuit Force: Extreme Justice (« Brise-révolte », arme possédée par les Viper ; peut également l'être par le joueur)
- série Rainbow Six :
  - Rainbow Six: Rogue Spear
  - Rogue Spear: Black Thorn
  - Rainbow Six: Covert Ops Essentials
  - Rainbow Six 3: Raven Shield
  - Rainbow Six Siege (« F2 »)
- S.K.I.L.L. – Special Force 2
(« FAMAS G2 »)[65]
- SOCOM: Special Forces (« FAMAS G2 »)
- "S.T.A.L.K.E.R. : Anomaly" (« Famas F3 - Continuation fictive de la F1 »)
- "STALCRAFT" (« FAMAS G2 »)
- Syphon Filter: The Omega Strain
- saga Tom Clancy :
  - série Rainbow Six :
    - Tom Clancy's Rainbow Six: Siege
    - Tom Clancy's Rainbow Six: Vegas
    - Tom Clancy's Rainbow Six: Vegas 2
    - Tom Clancy's Rainbow Six 3: Raven Shield

  - série Splinter Cell :
    - Tom Clancy's Splinter Cell: Blacklist
    - Tom Clancy's Splinter Cell: Conviction

  - Tom Clancy's The Division (« Grenouille Taureau »)
  -  Tom Clancy's Ghost Recon Wildlands (« G2 »)
- Warface
- World of Guns: Gun Disassembly
(« FAMAS F1 »)
- Zula[66]